# رفيدة (اسم)
رُفَيدة هو اسم علم مؤنث عربي الأصل، بصيغة التصغير. اسم رُفيدة يعني المعونة أو العطية الصغيرة أو النصيب.
حسب قاموس المعاني فإنَّ اسم رُفيدة يُدلع فيُقال: رافي.

## الشخصيات
- رفيدة الأسلمية، طبيبة مُسلمة عُرِفت كأول ممرضة مُسلمة وأول جَراحة في الإسلام.[5][1]

## أخرى
- محافظة أحد رفيدة، هي محافظة تابعة لمنطقة عسير في المملكة العربية السعودية.
- رفيدة (ناطع)، هي إحدى قرى عزلة وعله آل رقاب بمديرية ناطع التابعة لمحافظة البيضاء في اليمن.